# Natanz
Natanz (persky نطنز) je město v centru Íránu, v Isfahánské provincii asi 225 km jihovýchodně od Teheránu a 70 km jihovýchodně od Kášánu. V roce 1999 mělo necelých čtyřicet tisíc obyvatel.
Jeho osvěžující klima a místní ovoce jsou v Íránu velmi známé. Nad městem se tyčí pohoří Karkas (Kuh-e Karkas),což znamená hora supů, v nadmořské výšce 3 899 metrů. 
Oblast je poseta malými svatyněmi, jedna z nejznámějších je svatyně Abd as-Samad. Prvky v současném komplexu pocházejí z roku 1304 s následnými doplňky a restauracemi, jako je trezor Khaneqah a Muqarnas. Hrobka ctí súfistického šejka Abd al-Samada a byla postavena šejkovým žákem, ílchanátským vezírem Zain al-Din Mastariem.

## Jaderné zařízení

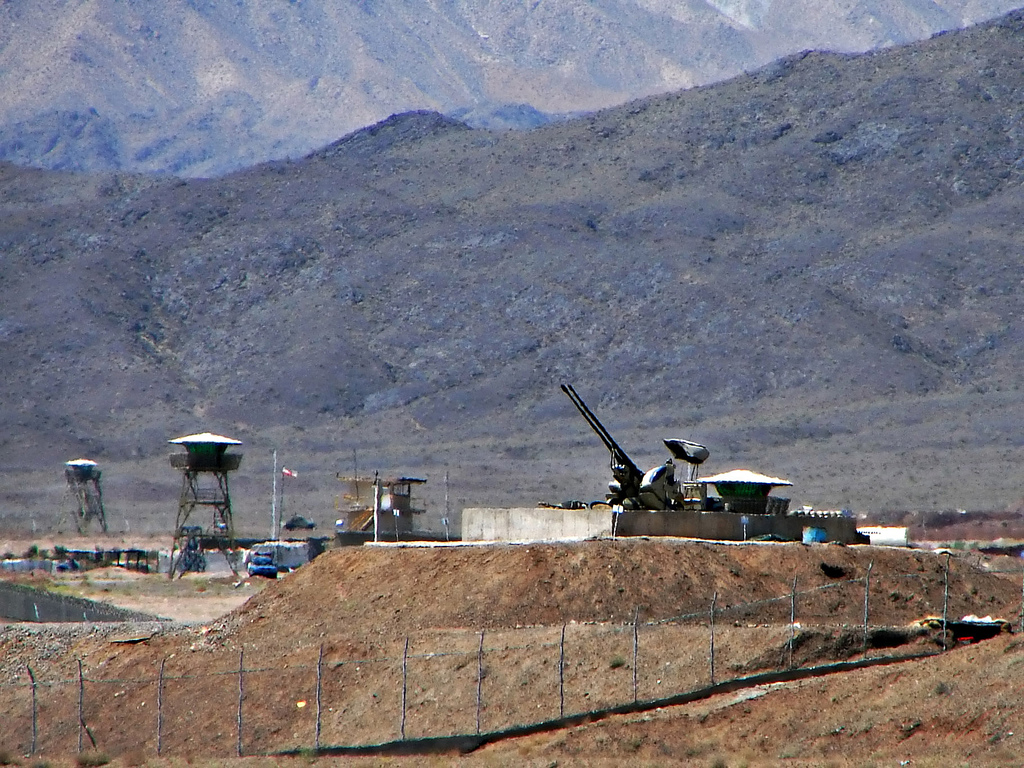
Protiletadlové zbraně střežící Natanzské jaderné zařízení

Jaderné zařízení v Natanzu je součástí íránského jaderného programu. Je umístěno asi 33 km severozápadně od města (33°43′N 51°43′E) blízko hlavní dálnice a je obecně považováno za ústřední zařízení Íránu na obohacený uran s více než 19 000 plynovými odstředivkami, které jsou v současné době v provozu, a téměř polovina z nich je napájena fluoridem uranovým.
Obohacování uranu v elektrárně bylo zastaveno v červenci 2004 během jednání s evropskými zeměmi. V roce 2006 Írán oznámil, že obohacování obnoví. V roce 2006 íránská vláda oznámila, že v Natanzu instalovali 3 000 odstředivek. V roce 2010 bylo řečeno Mezinárodní agentuře pro atomovou energii (MAAE), že budoucí program obohacování íránské vlády se bude konat v Natanzu, a že začnou v březnu roku 2011.
V lednu roku 2013 řekl Fereydoun Abbasi z Íránské organizace pro atomovou energii: "v Natanzu pokračuje pětiprocentní obohacování uranu a ve Fordo a v Natanzu budeme pokračovat v obohacování o 20 procent, abychom vyhověli našim potřebám".
V rámci dohody o snížení jaderného obohacování uzavřené se zeměmi P5 + 1 v listopadu 2013 byla dohodnuta denní inspekce Natanzy prováděná MAAE.
V letech 2007–2010 byla jaderná elektrárna Natanz zasažena sofistikovaným kybernetickým útokem, který byl údajně proveden v rámci operace zvané Olympijské hry koalicí německých, francouzských, britských, amerických, nizozemských a izraelských zpravodajských organizací. Útočníci použili Stuxnet, který brzdil provoz odstředivek závodu a v průběhu času jim způsoboval škody. Cíl útoku údajně nebyl zničit kompletně íránský jaderný program, ale pozastavit jej natolik, aby mohly nastat sankce.Tohoto údajného cíle bylo dosaženo, protože společného komplexního akčního plánu jaderné smlouvy s Íránem bylo dosaženo v červenci 2015.
2. července 2020 zasáhl kolem 2:00 místního času požár a výbuch provoz na výrobu odstředivek v zařízení na obohacování jaderné energie v Natanzu. K útoku se přihlásila skupina známá jako „Gepardi vlasti“. Někteří íránští představitelé navrhli, že incident mohl být způsoben kybernetickou sabotáží.
Dne 28. října 2020 zveřejnila Mezinárodní agentura pro atomovou energii (MAAE) satelitní snímky potvrzující, že Írán zahájil stavbu podzemní elektrárny poblíž svého jaderného zařízení v Natanzu. V březnu 2021 Írán znovu zahájil obohacování uranu v zařízení Natanzu třetí sadou pokročilých jaderných odstředivek v sérii porušování jaderné dohody z roku 2015. 10. dubna začal Írán vstřikovat plynný fluorid uranový do pokročilých odstředivek IR-6 a IR-5 v Natanzu, ale následujícího dne došlo k nehodě v distribuční síti elektřiny. Dne 11. dubna IRNA oznámila, že k incidentu došlo v důsledku výpadku proudu a nedošlo k žádným zraněním ani úniku radioaktivního materiálu. Nakonec se objevily další podrobnosti, například to, že útok zorganizoval ve skutečnosti Izrael. Dne 17. dubna označila íránská státní televize za podezřelého z výpadku 43letého Reza Karimiho z Kášánu s tím, že uprchl ze země dříve, než došlo k sabotáži.

## Galerie

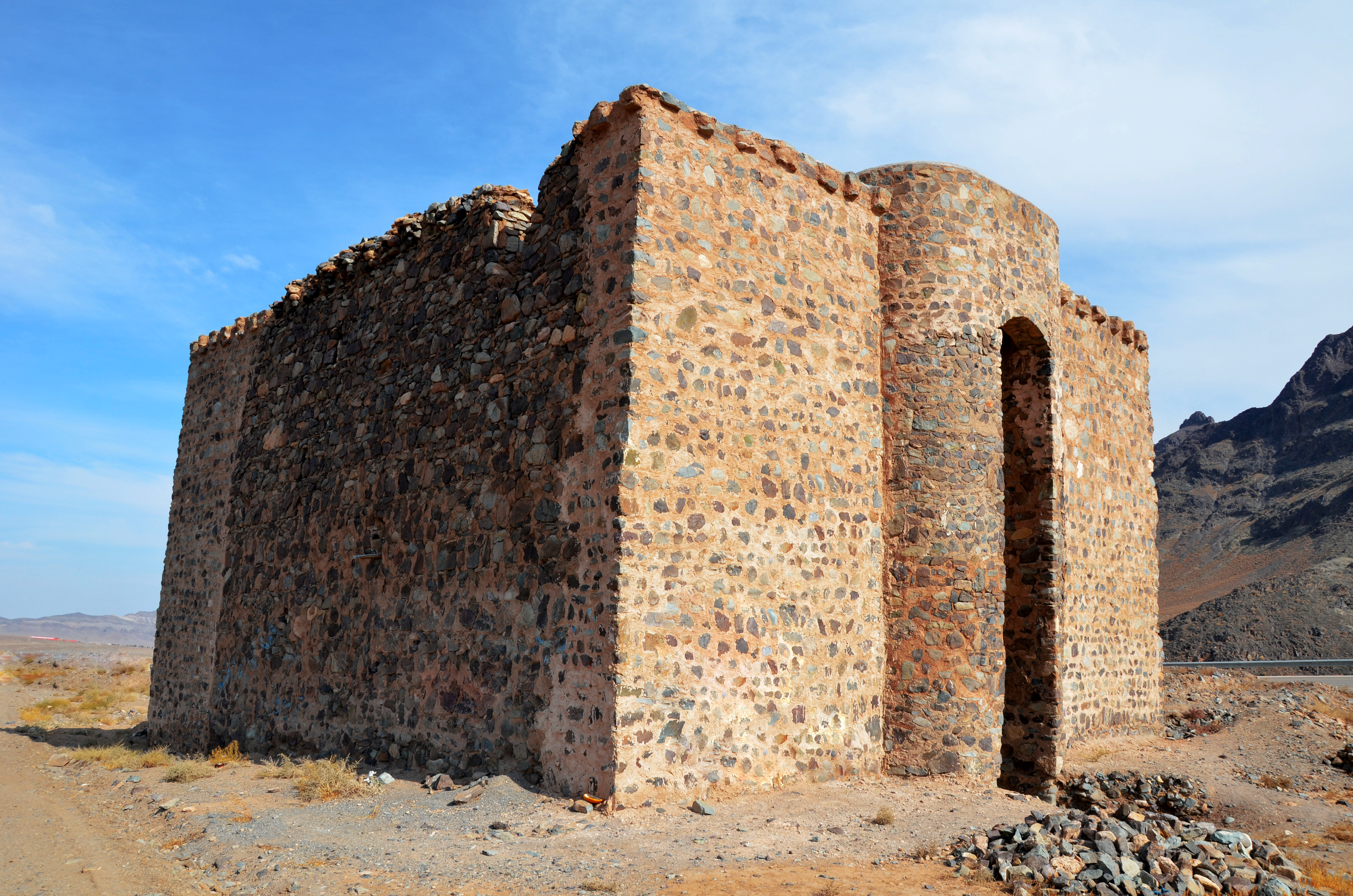
Kamenná pevnost v Natanzu
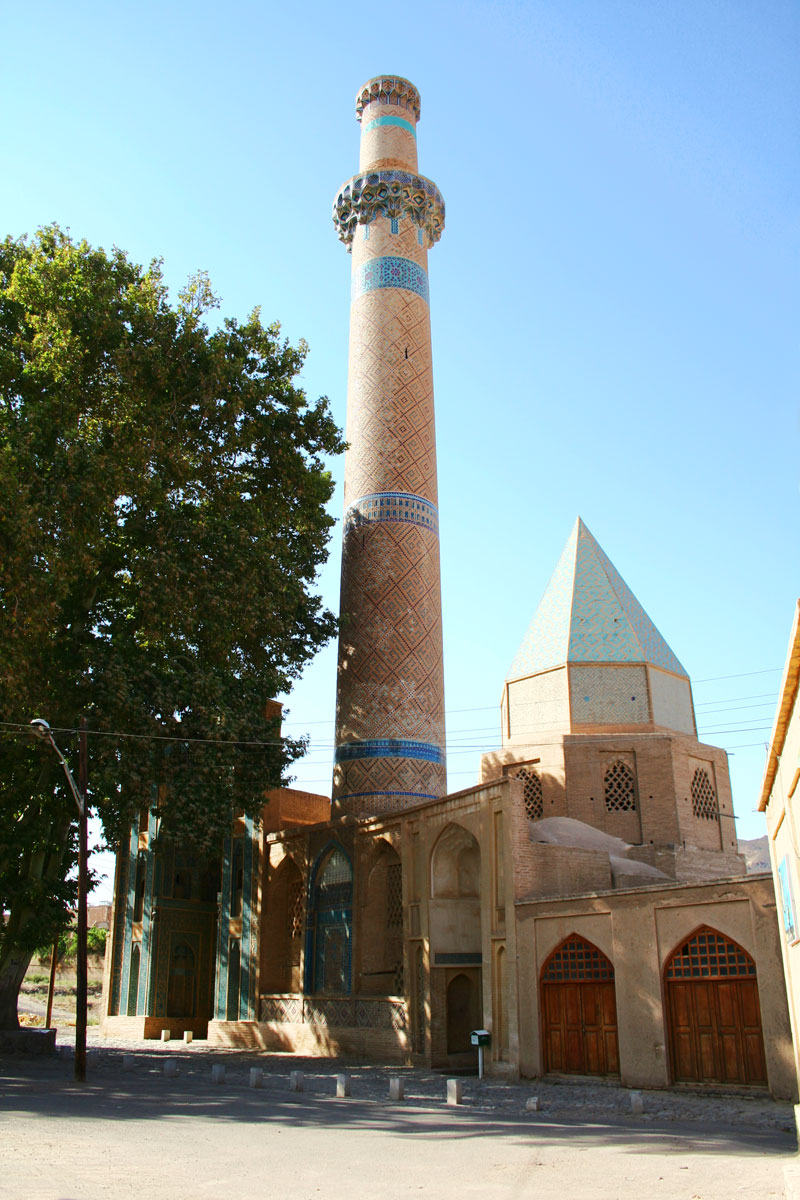
Natanzská mešita vedle starého Chenaru
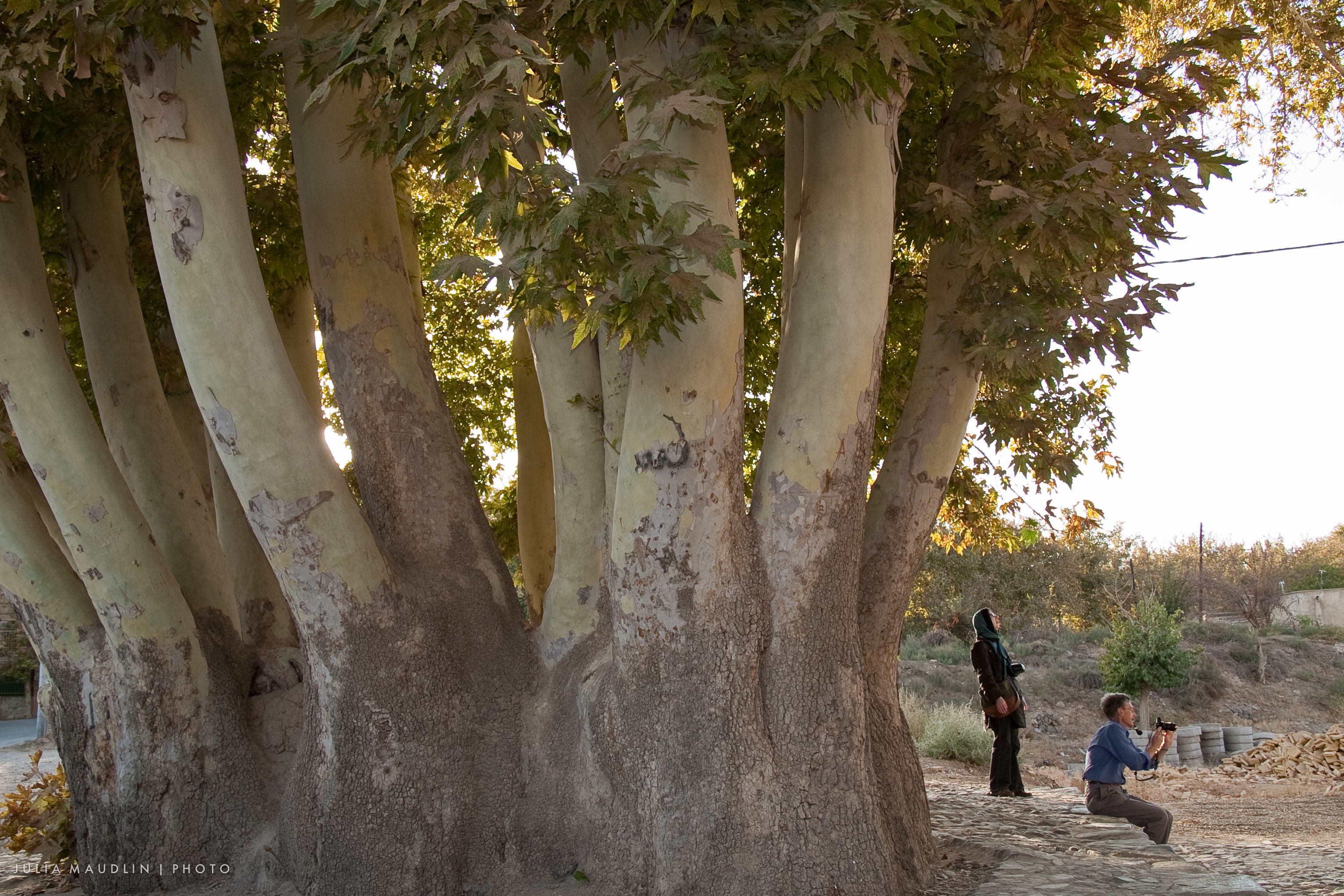
Starověký strom v Natanzu
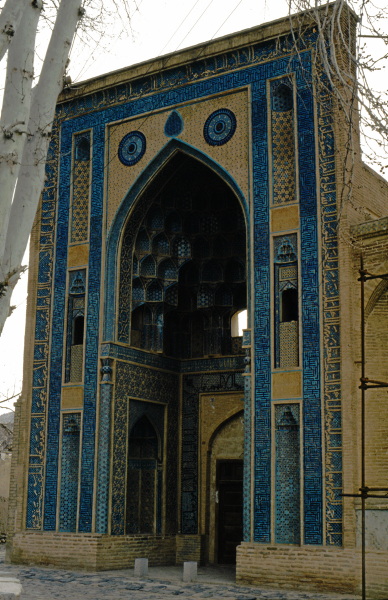
Portál komplexu Abd al-Samad